# Ong Beng Hee
Ong Beng Hee, né le 4 février 1980 à Penang, est un joueur de squash représentant la Malaisie. Il atteint en décembre 2001, la 7e place mondiale, son meilleur classement. Il est champion d'Asie à quatre reprises en 2000, 2002, 2004 et 2006. Il se retire en juillet 2015.

## Biographie
Il est champion du monde junior en 1998.
Après une année 2011 terne qui le voit sorti au premier tour lors de 10 de ses 13 participations en tournoi, il envisage de prendre sa retraite mais se ravise et remporte quelques mois après le plus grand titre de sa carrière au Motor City Open après avoir écarté Cameron Pilley, Mohamed El Shorbagy et Hisham Mohd Ashour. Il s'éloigne du monde du squash pendant près de dix ans avant de devenir entraîneur au Qatar avant de devenir entraîneur des équipes américaines de squash.

## Palmarès

### Titres
- Motor City Open : 2012
- Open de Chennai : 2010
- Open de Malaisie : 3 titres (2000, 2005, 2008)
- Open de Kuala Lumpur : 2008
- Open de Suède : 2002
- Open de Macao : 2001
- Championnats d'Asie : 4 titres (2000, 2002, 2004, 2006)
- Championnats du monde junior : 1998
- Championnats d'Asie par équipes : 3 titres (2000, 2006, 2008)

### Finales
- Open de Kuala Lumpur : 2 finales (1999, 2006)
- Open de Macao : 2000
- Championnats d'Asie : 2 finales (2008, 2011)